# Knoten Seebenstein
Het Knoten Seebenstein is een snelwegknooppunt in de Oostenrijkse deelstaat Neder-Oostenrijk. Op dit knooppunt bij Seebenstein sluit de (S6) aan op  de (A2} .

## Bouwvorm
Het knooppunt is een mixvormknooppunt.